# Retroavangarda
Retroavangarda – artystyczno-edukacyjna inicjatywa założona w 2016 r. przez Annę Kłos, mająca na celu niekomercyjną promocję artystów z całego świata poprzez organizację wystaw, Internet i media społecznościowe, oraz edukację i wymianę kulturową w zakresie sztuki współczesnej i projektowania graficznego. Istotną częścią projektu jest organizacja wystaw w Galerii Retroavangarda.

## Wybrane osiągnięcia
- Międzynarodowa Wystawa Kolażu 2019, zorganizowana przez Retroavangardę była jednym z największych pokazów w Europie w ostatnich latach i obejmowała ponad 200 oryginalnych, ręcznie wykonanych prac mistrzów kolażu z kilkudziesięciu krajów.[1] Pokaz miał miejsce w Galerii Retroavangarda i trwał od 12 kwietnia 2019 do 15 czerwca 2019.[2][3][4]
- Zainicjowanie i organizacja pokonkursowej wystawy „Ecuador Poster Bienal” we współpracy z Centrum Spotkania Kultur w Lublinie i Akademią WIT. Była to największa wystawa plakatu w Polsce i Europie w 2017. Pokaz miał miejsce 16 marca 2017. w nowoczesnym gmachu Centrum Spotkania Kultur w Lublinie i trwał do 16 kwietnia 2017. Na wystawie znalazło się blisko 300 plakatów artystów z ponad 30 krajów. Prezentowane na wystawie plakaty zostały wyselekcjonowane przez międzynarodowe jury spośród około 10 000 prac nadesłanych na główny konkurs[5].
- Retroavangarda prowadzi największą fanstronę w Polsce poświęconą sztuce i ma w tej chwili ponad 130 tys. obserwatorów[6].
- Założona przez Retroavangardę wirtualna galeria „Gallery of Friends” ma w tej chwili prace ponad trzystu profesjonalnych artystów z całego świata[7].

## Wystawy zorganizowane przez Retroavangardę
- 2022 Post Ecuador Poster Bienal 2020+2 – Warszawa – Polska, Galeria Retroavangarda, Warszawa 30.06.2022 – 30.09.2022[8]
- 2022 Dariusz Mlącki – Koperty, Ramy – tajemnica nieustannym źródłem sztuki, Galeria Retroavangarda, Warszawa, 26.05.2022 – 24.06.2022 (we współpracy z Akademią WIT)[9][10][11]
- 2022 Urszula Ślusarczyk – Na progu widzialności, Galeria Retroavangarda, Warszawa, 25.04.2022 – 20.05.2022  (we współpracy z Akademią WIT)[12][13]
- 2021 Wiesław Szamborski – Malarstwo / Galeria Retroavangarda, Warszawa, 7.12.2021 – 7.01.2022 (we współpracy z Akademią WIT)[14][15][16]
- 2021 Indywidualna wystawa malarstwa Grzegorza Pabla / Galeria Retroavangarda, Warszawa, 12.10.2021 – 31.10.2021 (we współpracy z Akademią WIT)[17]
- 2021 Koji Nagai – japoński kolaż w Retroavangardzie / Galeria Retroavangarda, Warszawa, 22.06.2021 – 30.09.2021[18]
- 2021 Alvaro Sánchez[19] – sztuka prosto z Gwatemali / Galeria Retroavangarda, Warszawa, 22.04.2021 – 15.06.2021
- 2020 International Collage Art Exhibition 2020. Międzynarodowa Wystawa Kolażu 2020 / Galeria Retroavangarda, Warszawa, 29.09.2020 – 31.12.2020[20][21]
- 2020 „Typo-collages” – wystawa indywidualna Anny Kłos, kurator: prof. Mieczysław Wasilewski / Galeria Retroavangarda, Warszawa, 30.01.2020 – 30.03.2020
- 2019 Abstrakcja i Geometria – Międzynarodowa Wystawa Sztuki Współczesnej. Wystawa pod patronatem honorowym Ambasady Argentyny i Ambasady Brazylii / Galeria Retroavangarda, Warszawa,10.10.2019 – 31.12.2019
- 2019 Ecuador Poster Bienal – Międzynarodowa Wystawa Plakatu / Galeria Retroavangarda, Warszawa, 25.06.2019 – 30.09.2019
- 2019 International Collage Art Exhibition 2019. Międzynarodowa Wystawa Kolażu 2019[22]. Wystawa pod patronatem honorowym: Ambasady Argentyny, Ambasady Brazylii, Ambasady Peru / Galeria Retroavangarda, Warszawa,12.04.2019 – 15.06.2019. Wystawa w Galerii Retroavangarda była jednym z największych pokazów w Europie w ostatnich latach i obejmowała ponad 200 oryginalnych, ręcznie wykonanych prac mistrzów kolażu z kilkudziesięciu krajów[1][23][2]
- 2019 Post Ecuador Poster Bienal[24], 2019, Centrum Spotkania Kultur, Lublin, 07.03.– 05.05.2019 (we współpracy z Akademią WIT)
- 2019 Współczesna Sztuka Peruwiańska. Wystawa pod patronatem Ministerstwa Spraw Zagranicznych Peru i Ambasady Peru w Polsce / Galeria Retroavangarda, Warszawa, 09.01.2019 – 31.03.2019[25][26]
- 2018 Fumio Tomita – grafika / Galeria Retroavangarda, Warszawa, 20.11.2018 – 31.12.2018
- 2018 Wystawa Kolekcji. Wystawa organizowana wspólnie z Galerią Korekta w ramach Warsaw by Art 2018 / Galeria Retroavangarda, Warszawa, 20.09.2018 – 31.10.2018
- 2018 Jacek Gowik – malarstwo / Galeria Retroavangarda, Warszawa, 7.06.2018 – 10.09.2018
- 2018 Ryszard Gieryszewski – grafika / Galeria Retroavangarda, Warszawa, 7.06.2018 – 10.09.2018
- 2018 Otwarcie Galerii. Międzynarodowa Wystawa Sztuki Współczesnej Grafika / Malarstwo / Plakat / Galeria Retroavangarda, Warszawa, 24.04.2018 – 7.06.2018
- 2017 Post Ecuador Poster Bienal, Galeria -1, Centrum Olimpijskie, Warszawa, 10.05.– 05.2017 (we współpracy z Akademią WIT)
- 2017 Post Ecuador Poster Bienal[5], Centrum Spotkania Kultur, Lublin, 16.03.–16.04.2017 (we współpracy z Akademią WIT)